# Curt Schilling
Curt Montague Schilling (* 14. November 1966 in Anchorage, Alaska) ist ein ehemaliger US-amerikanischer Baseballspieler, der zuletzt für die Boston Red Sox auf der Position des Pitchers spielte. Seine größten Erfolge waren der Gewinn der US-Baseballmeisterschaften in den Jahren 2001 mit den Arizona Diamondbacks und 2004 und 2007 mit den Boston Red Sox.

## Karriere
Curt Schilling begann seine Profikarriere im Jahr 1988 bei den Baltimore Orioles, bei denen er bis 1990 spielte. Anschließend verbrachte er ein Jahr bei den Houston Astros (1991) von wo aus er dann zu den Philadelphia Phillies (1992–2000) ging. Zwischen 2001 und 2003 stand er bei den Arizona Diamondbacks unter Vertrag. Seit 2004 spielte er für die Boston Red Sox. Sein letztes Spiel in der MLB war Spiel 2 der World Series 2007, ein Sieg gegen die Colorado Rockies. Anhaltende Probleme in der rechten Schulter verhinderten einen Einsatz in der Saison 2008. Am 23. März 2009 gab Schilling das Ende seiner Spielerkarriere bekannt.

## Spieleverlag
1999 gründete Curt Schilling den Spieleverlag Multi-Man Publishing, um Fortbestand und Weiterentwicklung des Spiels Advanced Squad Leader sicherzustellen.

## Auszeichnungen
- 6-facher All-Star (1997, 1998, 1999, 2001, 2002 und 2004)
- 1993: NLCS MVP Award
- 2001: World Series MVP Award (zusammen mit Randy Johnson)
- 2001: Sports Illustrated Sportler des Jahres

## Politische Ansichten
Während des Wahlkampfs des republikanischen Präsidentschaftskandidaten Donald Trump bei den Präsidentschaftswahlen 2016 gehörte Schilling zu den Unterstützern Trumps. Mediale Aufmerksamkeit erlangte er, als er das T-Shirt eines Trumpanhängers mit der Aufschrift „Tree. Rope. Journalist. Some assembly required“ (Baum. Seil. Journalist. Muss verbunden werden) lobte. Kommentatoren, die darin einen Aufruf zum Lynchmord sahen, kritisierten dieses Lob. Schilling gilt als Unterstützer von QAnon.